# فيديو 360 درجة
فيديو 360 درجة (بالإنجليزية: Immersive video)‏ هي تكنولوجيا فيديو حديثة حيث تخلق التقنية فيديو بتصوير بانورامي يتم تصويرها في وقت واحد بكل الاتجاهات. تعتبر جوجل واحدة من أكبر مطوري هذه التكنولوجيا. دعم موقع الفيديوهات الشهير يوتيوب هذا النوع من الفيديوهات في مارس 2015.

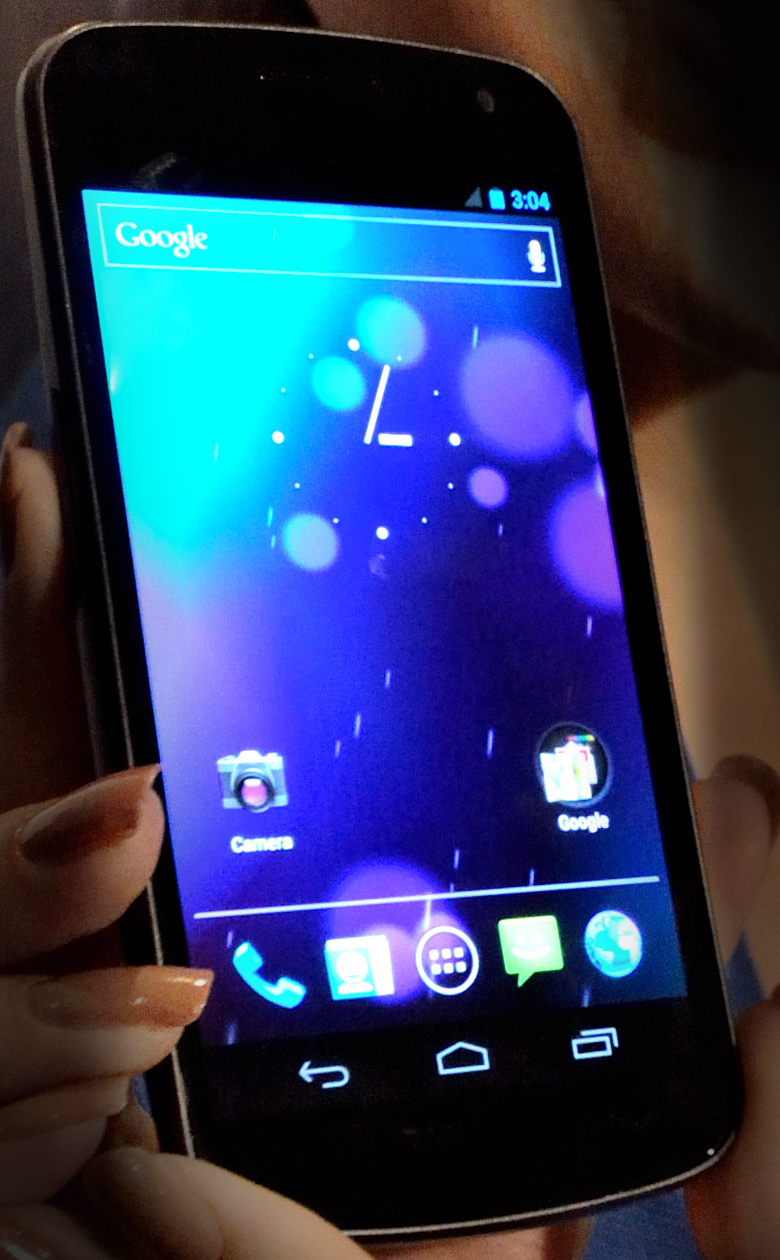
جالكسي نكسس يدعم التصوير بتقنية 360 درجة